# 197P/LINEAR
Комета LINEAR 30 (197P/LINEAR) — слабая короткопериодическая комета из семейства Юпитера, которая была обнаружена 23 мая 2003 года в рамках проекта LINEAR. Она была описана как диффузный объект 18,4 m звёздной величины с небольшой комой и хвостом, протянувшемся на 4 — 5 " угловых секунд. Анализ траектории сближения кометы позволил определить ряд тесных сближений кометы с Землёй и Юпитером, которые должны произойти в течение XXI века. Комета обладает коротким периодом обращения вокруг Солнца — чуть более 4,8 года.

Орбита кометы LINEAR 30 и её положение в Солнечной системе

### Сближения с планетами
В течение XX века комета дважды подходила к Юпитеру ближе, чем на 1 а. е. В XXI веке ожидается ещё шесть таких сближений, из которых два будут с Землёй.
- 0,38 а. е. от Юпитера 1 февраля 1906 года;
- 0,73 а. е. от Юпитера 3 октября 1941 года;
- 0,54 а. е. от Юпитера 14 января 2001 года;
- 0,28 а. е. от Земли 9 мая 2008 года;
- 0,89 а. е. от Юпитера 11 сентября 2024 года;
- 0,99 а. е. от Юпитера 14 июня 2060 года;
- 0,28 а. е. от Земли 20 июня 2067 года;
- 0,54 а. е. от Юпитера 27 декабря 2083 года.